# Islanda ai Giochi della XIV Olimpiade
L'Islanda partecipò ai Giochi della XIV Olimpiade, svoltisi a Londra, dal 20 luglio al 14 agosto 1948,  
con una delegazione di 20 atleti, di cui 3 donne, impegnati in 3 discipline,
senza aggiudicarsi medaglie.